# سفارت اوکراین در لاهه
سفارت اوکراین در لاهه (به هلندی: Ambassade van Oekraïne in Nederland) یک منطقهٔ مسکونی و نمایندگی سیاسی این کشور در هلند است که در لاهه واقع شده‌است.